# Метт Монро
Метт Монро (англ. Matt Monro; рід. 1 грудня 1930 — 7 лютого 1985) — британський співак, виконавець балад, який був одним з найпопулярніших артистів на міжнародній музичній сцені протягом 1960-х та 1970-х років.
У 1964 році Монро представляв Велику Британію на «конкурсі пісні Євробачення». Він фінішував на 2 місці і це зробило його впізнаванішим і допомогло йому в кар'єрі. У тому десятилітті він став одним з найвідоміших виконавців тем до британським кінофільмів.

## Біографія
До початку своєї музичної кар'єри Монро працював водієм автобуса (за що пізніше отримав жартівливе прізвисько «співаючий водій»).
Перший прорив до музичної популярності стався в 1956 році, коли Монро став вокалістом оркестру Бі-Бі-Сі. Важливу роль у становленні його кар'єри зіграла джазова піаністка Вініфред Етвелл. Вона всіляко захищала молодого співака, придумала йому сценічний псевдонім — Метт Монро — і допомогла добитися контракту з відомою компанією звукозапису фірмою Decca Records.
У 1957 році вийшла платівка Blue and Sentimental, збірник відомих балад. (Ходить легенда, що Монро прийшов в студію з роботи, навіть не встигнувши переодягнутися, і так і записувався в куртці автобусного водія). Однак, попри схвальні відгуки музичних критиків, Метту ніяк не вдавалося виділитися із сонму молодих співаків того часу.
В 1959 році Монроз записав відому кантрі-пісню «Bound for Texas» для фільму Чарлі Чапліна The Chaplin Revue. Це поклало початок популярності Монро як «саундтрекового» співака. А в 1960 році Джордж Мартін шукав виконавця для пісеньки в стилі Сінатри, що відкривала б альбом Songs For Swinging Sellers. Пісенька призначалася в якості матеріалу для імітації, яку планував відомий комік Пітер Селлерс. Почувши Монро, Селлерс вирішив відмовитися від імітації і залишив все як є, однак замінив ім'я Монро на «Фред Флейндж», вкрай образливий для Монро факт. Проте, дружбу з Мартіном співак зберіг на все життя. Саме за сприяння Мартіна вийшов наступний сингл «Portrait of my love», який посів друге місце в англійських чартах і зробив, нарешті, Монро зіркою.
Далі були хіти My Kind Of Girl (1961), Softly As I Leave You «(1962)», а також знаменита пісня з бондівського фільму «З Росії з любов'ю». 1964 року Метт Монро представляв Велику Британію на конкурсі Євробачення з піснею «I Love the Little Things» і посів друге місце, поступившись першим 16-річній Джильйолі Чинкветті. 1965 року він переспівав бітловську «Yesterday», а в 1966 виконав заголовну пісню (що отримала Оскар) у фільмі «Born Free».
Інші відомі саундтреки Монро включають в себе The Italian Job і Меморандум Квіллера. В середині 60-х Монро переїхав до Каліфорнії і деякий час працював з американськими аранжувальниками, проте потім повернувся в Англію і продовжував записуватися і гастролювати аж до смерті 7 лютого 1985 року від раку печінки.
До 20-ї річниці від дня смерті Метта Монро Бі-Бі-Сі випустила документальний фільм, присвячений співаку, а в лютому 2007 року за сприяння дочки Монро Мішель вийшов збірник «From Matt with Love».

## Дискографія

### Вибрані альбоми
| Рік  | Альбом                                   | Найвище місце |
| Рік  | Альбом                                   | UK            |
| ---- | ---------------------------------------- | ------------- |
| 1965 | I Have Dreamed                           | 20            |
| 1966 | This Is the Life!                        | 25            |
| 1967 | Invitation to the Movies                 | 30            |
| 1980 | Heartbreakers                            | 5             |
| 1982 | Matt Monro – The Very Best of Matt Monro | —             |
| 2005 | The Ultimate                             | 7             |
| 2007 | From Matt with Love                      | 30            |
| 2010 | The Greatest                             | 28            |

### Вибрані сингли
| 1960 | Portrait of My Love                                 | 3  | —   | —  | —   |  |  |  |  |
| 1961 | My Kind of Girl                                     | 5  | 18  | 6  | 29  |  |  |  |  |
| 1961 | Why Not Now? / Can This Be Love                     | 24 | 92  | —  | 93  |  |  |  |  |
| 1961 | Gonna Build a Mountain                              | 44 | —   | —  | —   |  |  |  |  |
| 1962 | Softly, as I Leave You / Is There Anything I Can Do | 10 | 116 | —  | —   |  |  |  |  |
| 1962 | When Love Comes Along                               | 46 | —   | —  | —   |  |  |  |  |
| 1962 | My Love and Devotion                                | 29 | —   | —  | —   |  |  |  |  |
| 1963 | From Russia with Love                               | 20 | —   | —  | —   |  |  |  |  |
| 1964 | Walk Away                                           | 4  | 23  | 5  | 6   |  |  |  |  |
| 1964 | For Mama                                            | 23 | 135 | —  | —   |  |  |  |  |
| 1965 | Without You (I Cannot Live)                         | 37 | 101 | —  | 73  |  |  |  |  |
| 1965 | Yesterday                                           | 8  | —   | —  | 98  |  |  |  |  |
| 1966 | Born Free / Other People                            | —  | 126 | 35 | 4   |  |  |  |  |
| 1966 | Merci Cherie / Honey on the Vine                    | —  | —   | —  | 74  |  |  |  |  |
| 1967 | The Lady Smiles                                     | —  | —   | 11 | —   |  |  |  |  |
| 1967 | What to Do                                          | —  | —   | 22 | —   |  |  |  |  |
| 1968 | The Music Played                                    | —  | —   | 15 | 25  |  |  |  |  |
| 1970 | He Ain't Heavy, He's My Brother                     | —  | —   | —  | 72  |  |  |  |  |
| 1973 | And You Smiled                                      | 28 | —   | —  | 100 |  |  |  |  |
|      |                                                     |    |     |    |     |  |  |  |  |